# Marco Basaiti

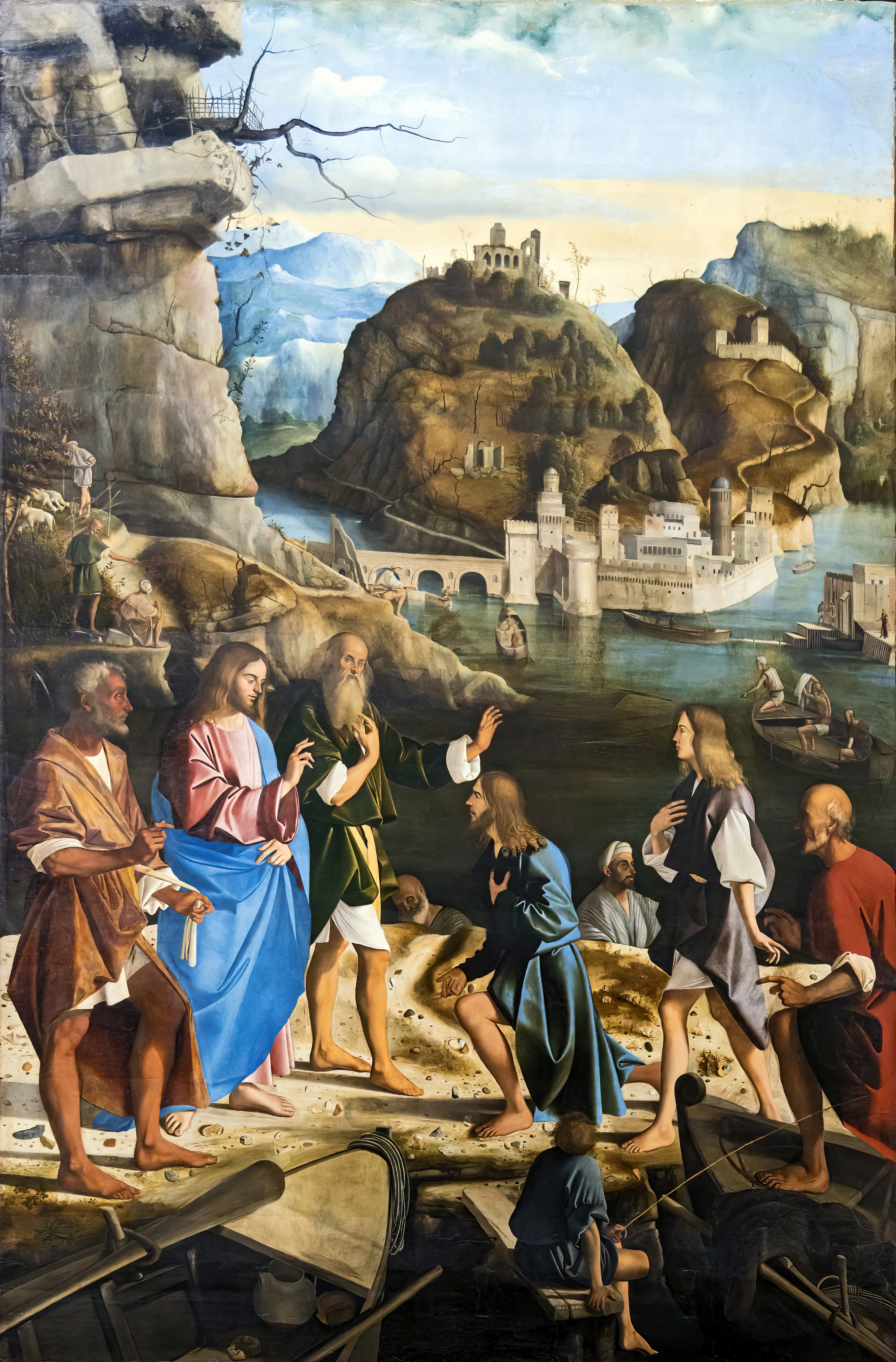
"Sebedaios söners kallelse"

Marco Basaiti, född omkring 1470 och död efter 1530, var en venetiansk konstnär.
Basiati utbildade sig först hos Luigi Vivarini, och senare hos Giovanni Bellini. Han framställde främst altartavlor för Vendigs kyrkor, men har även målat porträtt. Basaiti är representerad vid bland annat Nationalmuseum i Stockholm.